# Rohanee Cox
Rohanee Cox (ur. 23 kwietnia 1980 w Broome) – australijska koszykarka, medalistka olimpijska z Pekinu. W 2007 roku zdobyła tytuł najlepszego sportowca wśród Aborygenów. MVP sezonu 2008/09 australijskiej ligi kobiet.